# Sokratis Papastathopoulos
Sokratis Papastathopoulos (Grieks: Σωκράτης Παπασταθόπουλος) (Kalamáta, 9 juni 1988) is een Grieks voormalig voetballer die doorgaans centraal in de verdediging speelde. Papastathopoulos debuteerde in februari 2008 in het Grieks voetbalelftal.

## Clubloopbaan

### Griekenland
Sokratis begon in de jeugd bij Aiantas Kalamatas en Apollon Petalidiou. In 2005 werd hij gescout door AEK Athene, dat hem eerst een jaar verhuurde aan Niki Volos. Daar speelde hij slechts elf wedstrijden. Daarna was hij twee seizoenen een stabiele kracht bij AEK Athene. Hij kwam uiteindelijk tot 58 wedstrijden voor de hoofdstadclub, waarin hij eenmaal scoorde. Het hoogtepunt in zijn tijd bij AEK was de Champions League-wedstrijd tegen zijn latere werkgever AC Milan. AEK won die wedstrijd met 1-0 en Sokratis hield directe tegenstander Milan-legende Filippo Inzaghi uit de wedstrijd.

### Genoa
Het Italiaanse Genoa nam Sokratis in de zomer van 2008 over van AEK voor een bedrag van 3.800.000 euro. Op 27 september 2008 maakte hij zijn debuut voor Genoa tegen Fiorentina. Op 5 oktober 2008 scoorde hij thuis tegen Napoli zijn eerste doelpunt voor Genoa, maar pakte in blessuretijd ook zijn tweede gele kaart, waardoor hij met rood het veld af moest. Wel won Genoa dat duel met 3-2. Het seizoen erop speelde hij de meerderheid van de wedstrijd en werd hij een publiekslieveling in Genoa.

### AC Milan
Op 20 juli 2010 werd bekend dat Sokratis voor 4.500.000 euro vertrok naar AC Milan. De verdediger was de eerste aanwinst van nieuwe trainer Massimiliano Allegri. Het was echter geen gelukkig huwelijk, want in zijn eerste en enige seizoen speelde hij maar zeven wedstrijden voor de Rossoneri.

### Werder Bremen
Een jaar en een dag nadat zijn transfer naar AC Milan bekend werd gemaakt, vertrok Sokratis op huurbasis naar Werder Bremen, dat een optie tot koop had bemachtigd. Die werd na een indrukwekkend seizoen in Bremen ingezet en Werder betaalde 5.000.000 voor de Griek. In het tweede seizoen eindigde Werder echter op een teleurstellende veertiende plek.

### Borussia Dortmund
Op 24 mei 2013, een dag voordat Borussia Dortmund aan zou treden tegen Bayern München om de Champions League-finale, maakte Borussia bekend dat het Sokratis voor 9.500.000 euro zou overnemen van Werder Bremen. Op 27 juli maakte hij zijn officiële debuut voor de club, in de DFL-Supercup tegen Bayern München. Als invaller hielp hij Dortmund aan een 4-2 overwinning op Bayern en won hij zijn eerste prijs met de club. Op 1 november 2013 maakte hij zijn eerste doelpunt voor Borussia Dortmund in de 6-1 overwinning op VfB Stuttgart. Na een sterk eerste jaar werd hij uitverkozen in het beste elftal van het Bundesliga-seizoen.
In de zomer van 2015 genoot Sokratis de interesse van verschillende Engelse clubs, nadat Jürgen Klopp als trainer was vertrokken naar Liverpool. Nieuwe trainer Thomas Tuchel zag het ook zitten in Sokratis, dus op 26 oktober 2015 verlengde Sokratis zijn contract tot de zomer van 2019. Op 30 januari 2016 speelde Sokratis zijn honderdste Bundesliga-wedstrijd voor Borussia Dortmund, tegen FC Ingolstadt 04. Op 27 mei 2017 stond Sokratis met Borussia voor het vierde achtereenvolgende jaar in de finale van de DFB-Pokal, maar na drie nederlagen tegen Bayern München (2x) en VfL Wolfsburg, was Sokratis in de 2017-editie te sterk voor Eintracht Frankfurt.
Het jaar erop was hij captain van Borussia Dortmund, maar verloor hij de DFL-Supdercup op penalty's van Bayern München. Borussia Dortmund eindigde het seizoen 2017/18 als vierde en het was Sokratis' laatste jaar in Dortmund. Hij kwam in vijf seizoenen tot 198 wedstrijden, waarin hij tien doelpunten maakte.

### Arsenal
Op 2 juli 2018 maakte Arsenal bekend dat Sokratis voor 16.000.000 de overstap maakte naar Londen en het rugnummer 5 toegewezen kreeg. Op 12 augustus maakte hij in de met 2-0 verloren wedstrijd tegen Manchster City zijn debuut voor Arsenal. Op 4 oktober scoorde hij zijn eerste doelpunt voor Arsenal, in de 3-0 overwinning op FK Qarabağ in de Europa League. Op 29 mei 2019 stond hij in de Arsenalbasis tijdens de Europa-League-finale tegen Chelsea, die Arsenal met 4-1 verloor. Met het ontslag van trainer Unai Emery en de komst van nieuwe trainer Mikel Arteta halverwege het seizoen 2019/20, verloor Sokratis zijn basisplaats. Op 1 augustus 2020 won Arsenal de finale van de FA Cup van Chelsea. Sokratis kwam als invaller in de tweede helft binnen de lijnen.

### Olympiakos
In januari 2021 keerde hij terug naar Griekenland, waar hij een contract voor tweeënhalf jaar tekende bij Olympiakos.

### Real Betis
In oktober 2023 tekende hij transfervrij bij Real Betis. Daar sloot hij zijn carrière af.

## Clubstatistieken
| Seizoen | Club              | Competitie     | Competitie | Competitie | Beker | Beker | Internationaal | Internationaal | Overig | Overig | Totaal | Totaal |
| Seizoen | Club              | Competitie     | Wed.       | Dlp.       | Wed.  | Dlp.  | Wed.           | Dlp.           | Wed.   | Dlp.   | Wed.   | Dlp.   |
| ------- | ----------------- | -------------- | ---------- | ---------- | ----- | ----- | -------------- | -------------- | ------ | ------ | ------ | ------ |
| 2005/06 | AEK Athene        | Super League   | 0          | 0          | 2     | 0     | 0              | 0              | 0      | 0      | 2      | 0      |
| 2005/06 | → Niki Volos FC   | Beta Ethniki   | 11         | 0          | 0     | 0     | 0              | 0              | 0      | 0      | 11     | 0      |
| 2006/07 | AEK Athene        | Super League   | 14         | 0          | 1     | 0     | 4              | 0              | 0      | 0      | 19     | 0      |
| 2007/08 | AEK Athene        | Super League   | 24         | 1          | 1     | 0     | 8              | 0              | 4      | 0      | 37     | 1      |
| 2008/09 | Genoa CFC         | Serie A        | 21         | 2          | 2     | 0     | 0              | 0              | 0      | 0      | 23     | 2      |
| 2009/10 | Genoa CFC         | Serie A        | 30         | 0          | 1     | 0     | 5              | 0              | 0      | 0      | 36     | 0      |
| 2010/11 | AC Milan          | Serie A        | 5          | 0          | 2     | 0     | 0              | 0              | 0      | 0      | 7      | 0      |
| 2011/12 | Werder Bremen     | Bundesliga     | 30         | 1          | 1     | 0     | 0              | 0              | 0      | 0      | 31     | 1      |
| 2012/13 | Werder Bremen     | Bundesliga     | 29         | 1          | 1     | 0     | 0              | 0              | 0      | 0      | 30     | 1      |
| 2013/14 | Borussia Dortmund | Bundesliga     | 28         | 1          | 5     | 0     | 8              | 0              | 1      | 0      | 42     | 1      |
| 2014/15 | Borussia Dortmund | Bundesliga     | 21         | 1          | 4     | 0     | 6              | 1              | 1      | 0      | 32     | 2      |
| 2015/16 | Borussia Dortmund | Bundesliga     | 25         | 1          | 5     | 0     | 10             | 0              | 0      | 0      | 40     | 1      |
| 2016/17 | Borussia Dortmund | Bundesliga     | 26         | 2          | 5     | 0     | 9              | 1              | 1      | 0      | 41     | 3      |
| 2017/18 | Borussia Dortmund | Bundesliga     | 30         | 2          | 3     | 0     | 9              | 1              | 1      | 0      | 43     | 3      |
| 2018/19 | Arsenal           | Premier League | 25         | 1          | 3     | 0     | 12             | 2              | 0      | 0      | 40     | 3      |
| 2019/20 | Arsenal           | Premier League | 19         | 2          | 5     | 1     | 5              | 0              | 0      | 0      | 29     | 3      |
| Totaal  | Totaal            | Totaal         | 338        | 15         | 41    | 1     | 76             | 5              | 8      | 0      | 463    | 21     |

## Interlandcarrière
Jong Griekenland
Papastathopoulos speelt bij voorkeur als centrale verdediger, maar kan worden opgesteld als verdedigende middenvelder. Op het Europees kampioenschap voetbal onder 19 - 2007 was hij aanvoerder van het Grieks elftal onder 21, dat hij naar de finale leidde. Die finale miste hij zelf wel, na een tweede gele kaart in de halve finale tegen Duitsland. Scheidsrechter Kevin Blom floot de halve finale tegen Duitsland en bood later zijn excuses aan Papastathopoulos aan, nadat op de beelden bleek dat Papastathopoulos geen fout beging.
Griekenland
Sokratis Papastathopoulos debuteerde op 6 februari 2008 tegen Finland in het Grieks voetbalelftal (2–1). Na 71 minuten verving hij Sotirios Kyrgiakos. Bondscoach Otto Rehhagel nam hem twee jaar later mee naar het wereldkampioenschap voetbal 2010. Daar kwam hij voor het eerst in actie als basisspeler, in de tweede groepswedstrijd tegen Nigeria. Griekenland boekte daarin met 2–1 de eerste winst in een WK-wedstrijd ooit. Papastathopoulos werd die wedstrijd zelf na 37 minuten vervangen door Georgios Samaras, omdat Rehhagel een extra aanvaller in wilde brengen na een rode kaart voor Nigeriaan Sani Kaita. De derde groepswedstrijd tegen Argentinië (0–2 verlies) speelde hij van begin tot eind. Papastathopoulos nam met Griekenland eveneens deel aan het Europees kampioenschap voetbal 2012 in Polen en Oekraïne, waar de ploeg van bondscoach Fernando Santos in de kwartfinales werd uitgeschakeld door Duitsland (4–2). Op 19 mei 2014 werd hij opgenomen in de selectie voor het wereldkampioenschap voetbal in Brazilië. In de eerste wedstrijd (3–0 verlies) werd hij als centrale verdediger door de Colombiaanse aanvallers driemaal gepasseerd. In de achtste finale tegen Costa Rica maakte hij zijn eerste interlanddoelpunt, maar kon hij uitschakeling na strafschoppen niet voorkomen.
Papastathopoulos en zijn landgenoten plaatsten zich niet voor het EK 2016, noch voor het WK 2018. Na een tweede plaats in groep H van de WK-kwalificatie, moest Griekenland play-offs spelen tegen Kroatië. Papastathopoulos scoorde in de eerste van die wedstrijden, maar zag de Kroaten dat ook vier keer doen. Die hadden aan de 0–0 in de return drie dagen later vervolgens genoeg voor plaatsing.

## Erelijst
| Competitie        | Aantal   | Jaren      |          |          |
| AC Milan          | AC Milan | AC Milan   | AC Milan | AC Milan |
| ----------------- | -------- | ---------- | -------- | -------- |
| Kampioen Serie A  | 1x       | 2010/11    |          |          |
| Borussia Dortmund |          |            |          |          |
| DFB-Pokal         | 1x       | 2016/17    |          |          |
| DFL-Supercup      | 2x       | 2013, 2014 |          |          |
| Arsenal           |          |            |          |          |
| FA Cup            | 1x       | 2019/20    |          |          |

1 Karnezis ·
2 Maniatis ·
3 Tzavelas ·
4 Manolas ·
5 Moras ·
6 Tziolis ·
7 Samaras ·
8 Kone ·
9 Mitroglou ·
10 Karagounis  ·
11 Vyntra ·
12 Glikos ·
13 Kapino ·
14 Salpigidis ·
15 Torosidis ·
16 Christodoulopoulos ·
17 Gekas ·
18 Fetfatzidis ·
19 Papastathopoulos ·
20 Holebas ·
21 Katsouranis ·
22 Samaris ·
23 Tachtsidis ·
Coach: Santos